# Knee Deep in the Hoopla
Albums de Starship
Nuclear Furniture
(1984) No Protection
(1987)
Singles
1. We Built This City
Sortie : août 1985
2. Sara
Sortie : décembre 1985
3. Tomorrow Doesn't Matter Tonight
Sortie : 1986
4. Before I Go
Sortie : juin 1986

Knee Deep in the Hoopla est un album de Starship sorti en 1985.
C'est le premier album du groupe après l'abandon du nom « Jefferson Starship » à la suite du départ de Paul Kantner. Il rencontre un grand succès commercial et devient disque de platine aux États-Unis. Les singles We Built This City (coécrit par Bernie Taupin, le parolier d'Elton John) et Sara atteignent tous les deux le sommet du hit-parade américain.

## Titres

### Face 1
1. We Built This City (Bernie Taupin, Martin Page, Dennis Lambert, Peter Wolf) – 4:53
2. Sara (Ina Wolf, Peter Wolf) – 4:48
3. Tomorrow Doesn't Matter Tonight (Steven Cristol, Robin Randall) – 3:41
4. Rock Myself to Sleep (Kimberley Rew, Vince De la Cruz) – 3:24
5. Desperate Heart (Randy Goodrum, Michael Bolton) – 4:04

### Face 2
1. Private Room (Craig Chaquico, Mickey Thomas) – 4:51
2. Before I Go (David Roberts) – 5:11
3. Hearts of the World (Will Understand) (Stephen Broughton Lunt, Arthur Stead) – 4:21
4. Love Rusts (Bernie Taupin, Martin Page) – 4:57

## Musiciens

### Starship
- Grace Slick : chant
- Mickey Thomas : chant
- Craig Chaquico : guitare
- Pete Sears : basse
- Donny Baldwin : batterie, chant

### Autres musiciens
- Peter Wolf : claviers, électronique
- Les Garland : voix (1)
- Peter Beckett, J. C. Crowley, Siedah Garrett, Ina Wolf : chœurs (3, 9)
- Kevin Dubrow : chœurs (4)
- Dave Jenkins : chœurs (5)
- Simon Climie, Lorraine Devon, Phillip Ingram, Martin Page, Chris Sutton, Oren Waters : chœurs (9)